# Ballota (género)
Ballota es un género de plantas labiadas de amplia distribución y foco de diversidad en el Mediterráneo. 

## Descripción
Son hierbas perennes, leñosas en la base con hojas pecioladas. Las flores en espiga de verticilastros densos, globulosos, distanciados. Cáliz hipocrateriforme, con 10 nervios y 5-15 dientes irregulares. Corola bilabiada, con labio superior cóncavo densamente peloso por ambas caras y labio inferior trilobado, plano- cóncavo. Estambres con filamentos paralelos y anteras con tecas en ángulo recto.

## Ecología
Algunas larvas de lepidópteros, como Coleophora (C. ballotella, C. lineolea o Ballota nigra y C. ochripennella) depredan las especies del género activamente.

## Taxonomía
El género fue descrito por Carlos Linneo y publicado en Species Plantarum 2: 582. 1753. y su descripción ampliada el año siguiente en Genera Plantarum, n.º 639, p. 253. La especie tipo es: Ballota nigra L., 1753.

## Especies aceptadas
A continuación se brinda un listado de las especies del género Ballota (género) aceptadas hasta septiembre de 2014, ordenadas alfabéticamente. Para cada una se indica el nombre binomial seguido del autor, abreviado según las convenciones y usos.
Hay unas 100 especies descritas de las cuales 32 son aceptadas:
- Ballota acetabulosa (L.) Benth.
- Ballota adenophoraHedge
- Ballota africana (L.) Benth.
- Ballota andreuzziana Pamp.
- Ballota antilibanotica Post
- Ballota aucheri Boiss.
- Ballota bullata Pomel
- Ballota byblensis Semaan & R.M.Haber
- Ballota cristata P.H.Davis
- Ballota damascena Boiss.
- Ballota deserti (Noë) Jury, Rejdali & A.J.K.Griffiths
- Ballota glandulosissima Hub.-Mor. & Patzak
- Ballota grisea Pojark.
- Ballota hirsuta Benth.
- Ballota hispanica (L.) Benth.
- Ballota inaequidens Hub.-Mor. & Patzak
- Ballota kaiseri Täckh.
- Ballota larendana Boiss. & Heldr.
- Ballota latibracteolata P.H.Davis & Doroszenko
- Ballota luteola Velen.
- Ballota macedonica Vandas
- Ballota macrodonta Boiss. & Balansa
- Ballota nigra L.
- Ballota philistaea Bornm.
- Ballota platyloma Rech.f.
- Ballota pseudodictamnus (L.) Benth. - Dictamo bastardo[4]
- Ballota rotundifolia K.Koch
- Ballota saxatilis Sieber ex C.Presl
- Ballota sechmenii Gemici & Leblebici
- Ballota undulata (Sieber ex Fresen.) Benth.

- Lista completa de especies y taxones infraespecíficos descritos, con sinónimos en The Plant List.

En la península ibérica e Islas Baleares, solo hay 2 especies: Ballota hirsuta y Ballota nigra